# Hypotrachyna heterochroa
Hypotrachyna heterochroa är en lavart som först beskrevs av Hale & Kurok., och fick sitt nu gällande namn av Elix. Hypotrachyna heterochroa ingår i släktet Hypotrachyna och familjen Parmeliaceae.   Inga underarter finns listade i Catalogue of Life.